# Inked in Blood
Inked in Blood è il nono album in studio del gruppo musicale death metal statunitense Obituary, pubblicato nel 2014.

## Tracce
1. Centuries of Lies – 2:08
2. Violent by Nature – 4:33
3. Pain Inside – 4:36
4. Visions in My Head – 4:14
5. Back on Top – 4:30
6. Violence – 2:06
7. Inked in Blood – 4:13
8. Deny You – 4:49
9. Within a Dying Breed – 5:36
10. Minds of the World – 3:24
11. Out of Blood – 3:19
12. Paralyzed with Fear – 5:38

## Formazione
- John Tardy - voce
- Kenny Andrews - chitarra
- Trevor Peres - chitarra
- Terry Butler - basso
- Donald Tardy - batteria